# Teateråret 1856

## Händelser
- 1 juli – Gunnar Olof Hyltén-Cavallius blir tillförordnad direktör för De kungliga teatrarna.[1]

## Årets uppsättningar

### Augusti
- 9 augusti - Hedvig Ehrenstams pjäs På Gröna Lund har urpremiär på Humlegårdsteatern i Stockholm [2].

## Födda
- 9 mars - Eddie Foy (död 1928), amerikansk skådespelare.
- 30 juni - Louise Fahlman (död 1918), svensk skådespelare.
- 26 juli - George Bernard Shaw (död 1950), irländsk författare.
- 3 september - Selma Ek (död 1941), svensk operasångerska.
- 1 december - Pehr Staaff (död 1903), svensk tidningsman, teaterkritiker och dramatiker.
- 17 december - August Palme (död 1924), svensk skådespelare.

## Avlidna
- 31 maj - Anna Nielsen, 52, dansk skådespelare och operasångare.
- 11 juli - Josef Kajetán Tyl, 48, tjeckisk författare.

### Fotnoter
1. ↑  Johannes Svanberg (1917-1918). Kungl. teatrarne under ett halft sekel 1860-1910: personalhistoriska anteckningar. Stockholm: Nordisk familjebok. sid. 35. Libris 287664
2. ↑  ”Dramawebben”. Arkiverad från originalet den 22 februari 2012. https://web.archive.org/web/20120222142739/http://www.dramawebben.se/pjas/pa-grona-lund. Läst 23 mars 2011.